# Hospital Care
Hospital Care é uma holding brasileira da área da saúde, com sede no município paulista de Campinas e que atua com uma rede própria de hospitais de alta complexidade, laboratórios de exames, planos de saúde e centros médicos em várias regiões do país.
Atualmente conta com trinta unidades, entre hospitais, clínicas e centros médicos, sendo três em Campinas, três em Indaiatuba, oito em Ribeirão Preto, quatro em São José do Rio Preto, duas em Rio Claro, duas em Sorocaba, quatro em Florianópolis, três em Curitiba e uma em Cascavel, empregando cerca de doze mil funcionários.

## Histórico
Em 2017, a Crescera Capital, junto com Elie Horn e Júlio Bozano, idealizou a criação de uma empresa de saúde, por meio da consolidação de hospitais e outros serviços no país. A primeira aquisição foi o Hospital Vera Cruz, de Campinas. O foco da empresa é atender grandes cidades das regiões Centro-Oeste, Sudeste e Sul do Brasil, preferencialmente junto às classes média e média-alta.
Posteriormente adquiriram hospitais em outras cidades do estado de São Paulo, Santa Catarina e Paraná. A última aquisição foi o Grupo Austa, de São José do Rio Preto.
Em 2021, o Hospital Care faturou um bilhão de reais, ano em que planejou abrir o capital, porém adiando a operação pelas condições adversas do mercado.